# Gossos
Gossos är en katalansk (spansk) rockgrupp bildad 1993 i Manresa. Gruppen kännetecknas av sin gitarr-baserade sättning – länge helt akustisk och fram till 2002 utan trummor. Sedan början av 00-talet har Gossos dock i stort sett elektrifierat sitt sound.
Gruppen är en av de mer långlivade inom katalansk rock. Bland deras mest framgångsrika låtar finns "No és nou" (2005, senare i en version med sångerskan Beth) och "Corren" (2007). Med undantag för 2000 års De viaje har alla album varit med sång på katalanska.

## Historik

### Bakgrund
Sommaren 1993 bestämde sig Manresa-borna Oriol och Roger Farré (bröder), Juanjo Muñoz och Natxo Tarrés för att skriva låtar och bilda en rockgrupp ihop. Några konserter följde, liksom ett par musiktävlingar där de i den andra tävlingen vann möjligheten att få produktionen av sitt debutalbum betald. Albumet kom ut året efter som det självbetitlade Gossos (katalanska: 'hundar'). Musiken var helt och hållet akustisk och kännetecknad av den något annorlunda sättningen med fyra sångare, tre gitarrister och en basist. Här fanns också influenser från nordamerikansk folkrock och country.

### Tidiga år
Den akustiska rockmusiken särskiljde Gossos från andra band inom den dåvarande katalanskspråkiga rockvågen. Inför gruppens andra album, 1996 års En privat, hade man fått visa upp sig med konserter runt hela Katalonien.

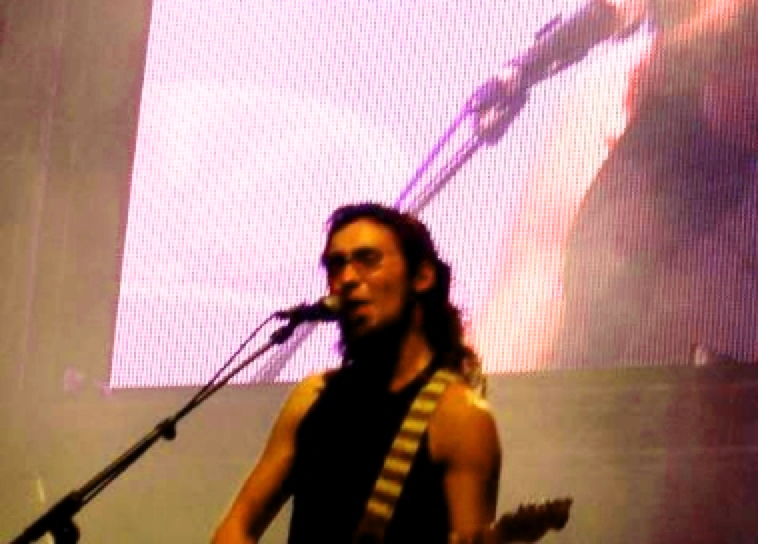
Gossos inkluderar de två bröderna Farré (på bilden Oriol).

1997 publicerades Gossos tredje album, Metamorfosi. På omslaget syntes, istället för albumtiteln, de fyra gruppmedlemmarna som bildade en mandala. 1998 kom gruppens fjärde album Directament, som spelades in inför publik i Teatre Conservatori de Manresa med gästartister som Gerard Quintana (från Sopa de Cabra), Cris Juanico och Pemi Fortuny.

### På spanska, ny stil
I likhet med Sopa de Cabra testade Gossos därefter (2000) den större spanska musikmarknaden med hjälp av de spanskspråkiga albumet De viaje. Albumet, som gavs ut på Virgin España och spelades in i Madrid, nådde dock inte de förväntade framgångarna (trots 20 000 sålda exemplar), och på nästa album (Cares, 2001) presenterade man ånyo sin musik på katalanska. Cares, där man samarbetade med singer-songwritern Javier Álvarez från Madrid, var även det sista albumet utgivet hos Virgin.
2002 skedde flera förändringar. Albumet El jardí del temps var det första på Girona-baserade skivbolaget Música Global. Dessutom förändrade man soundet genom att både inkludera trummor (genom den nya gruppmedlemmen Santi Serratosa) och elgitarrer. Denna nya inriktning bekräftades på 8 (2005) och Oxigen (2007), där man nådde framgångar med tunga gitarrbaserade rocklåtar som "No és nou" och "Corren" (den senare med rapsång av Macaco). 
"No és nou" skrevs ursprungligen för lansering via Eurovision Song Contest. Låten deltog i Andorras nationella uttagning inför 2004 års ESC, där den kom tvåa i den ena av de andorranska semifinalerna. Sångerska var Marta Roure, som även sjöng Andorras slutliga bidrag "Jugarem a estimar-nos" vid det årets ESC. Andorras deltagande i ESC 2004 var landets första i den sameuropeiska tävlingen, och dess ESC-bidrag var det första som sjungits på katalanska.

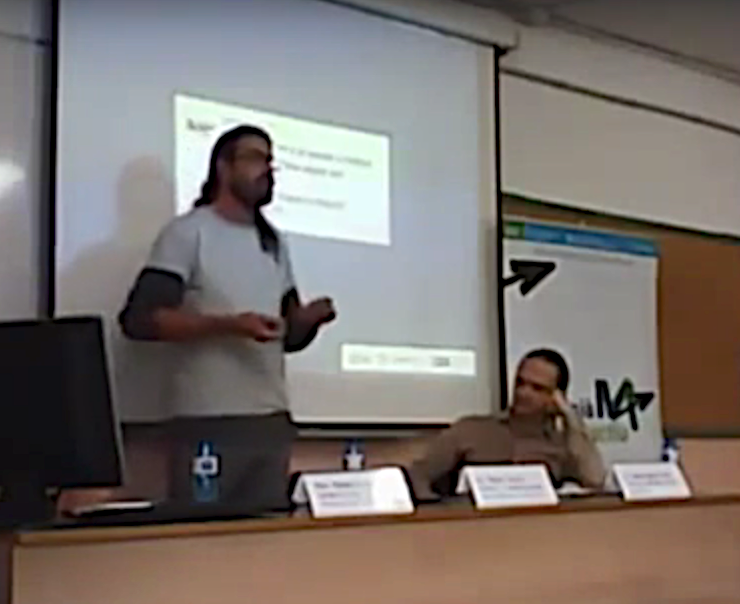
Natxo Tarrés som föreläsare i ämnet social innovation, 2014.

### Senare år, avslut
Med albumet Oxigen nådde gruppen en bredare publik, och även musikkritikerna tog notis om bandet på allvar. Under 2007 turnerade man flitigt runt i Katalonien, och gruppen fick motta flera priser för sin musik. Året efter firade man gruppens 15-årsjubileum, samtidigt som man genomförde konserter i Nederländerna och Tyskland; tidigare hade den valencianska gruppen Obrint Pas turnerat i Tyskland med framgång. Gossos samarbetade även med sångerskan Berta, på ledmotivet till den femte säsongen av TV-serien Ventdelplà.
På senare år har albumen kommit lite glesare. Efter 2010 års Dia 1 (första singeln var titellåten) och turnerande under följande år, dröjde nästa album till 2013 (Batecs, med "Fills dels sol" som första singel). Den sista låten på 2013 års Batecs – "Res tornarà a ser igual" ('inget kommer att bli likadant') – hördes i det fjortonde avsnittet av TV-serien Polseres vermelles (originalsänt i katalanska TV3 2011–13 och av svenska SVT 2013–15 som Det röda bandets sällskap).
2016 kom Gossos tolfte album – Zenit – med "La llum que portes dins" ('ljuset som du bär inom dig') som första singel.
2018 firade Gossos 25-årsjubileum med en vårturné och specialkonserter i Auditori de Barcelona och på Kursaal-teatern i hemstaden Manresa. Auditori-konserten, där katalanska artister som Txarango, Sopa de Cabra, Els Amics de les Arts, Blaumut, Lax'n'Busto och Judit Neddermann medverkade, gavs senare ut på jubileumsalbumet Paraules que no s'esborren, imatges que no se'n van. Inför två konserter i Manresa i slutet av november 2018 meddelade gruppen dock att de skulle ta en längre paus som grupp och avsluta sin turnéverksamhet.

### Andra projekt
Juanjo Muñoz var del av gruppen Menaix a Truà (tillsammans med gitarristen Toni Xuclà och Chris Juanico från den klassiska baleariska rockgruppen Ja t'ho diré). Natxo Tarrés spelade i den experimentella elektronmusikguppen Gaia. 2011 deltog han även i det tillfälliga projektet "Natxo Tarrés & the Wireless", skapat som en hyllning till Bob Marley 30 år efter dennes död. Tarrés har också deltagit i aktiviteter relaterade till social innovation, och 2019 var han gästsångare på musikerkollegan Cesk Freixas album Festa major.

## Stil och medlemmar
Gossos föddes som en kvartett, där fyra deltog i sången, tre spelade gitarr och en bas. Gruppens något annorlunda sättning, med tre sångare, har gett möjligheter till låtarrangemang med kör och andrastämmor; det mesta av solosången utförs dock av Natxo Tarrés, gruppens inofficiella ledare. De tre gitarristerna har sedan övergången till elektriska gitarrer bidragit till ett ofta tungt rocksound, även om tidigare års reggae-influenser finns kvar. På scen spelar Tarrés fortfarande ofta akustisk gitarr. Samtidigt kombinerar Oriol Farré ibland sitt gitarrspelande med keyboard.
I tidiga år var gruppens musik tydligt påverkad av amerikansk folkrock och country. Den inofficielle gruppledaren Natxo Tarrés har varit inspirerad av Jim Morrison (The Doors) sedan tonåren.

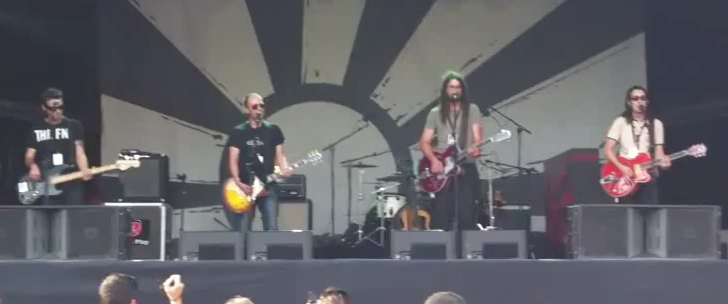
Den gitarrdominerade gruppen Gossos vid La Mercè-festivalen i Barcelona, september 2011. Från vänster: Roger Farré, Juanjo Muñoz, Natxo Tarrés och Oriol Farré (trummisen Santi Serratosa är dold).

- Oriol Farré (född 2 februari 1975) – sång och gitarr
- Roger Farré (född 24 februari 1974) - sång och bas
- Juanjo Muñoz (född 8 januari 1972) – sång och gitarr
- Natxo Tarrés (född 14 september 1974[26]) - sång och gitarr
- Santi Serratosa (född 2 juni 1975) – trummor (från 2002)

## Produktioner

### Diskografi (främst studioalbum)
Gossos har fram till 2016 gett ut 13 album, inklusive de konsertinspelade En privat och 15 anys i l'Auditori. Sist i listningen noteras även i vissa fall försäljningssiffror.
- 1994 – Gossos (katalanska: 'hundar'; utgiven på Blanco i Negro) – 6 000 ex[27]
- 1996 – En privat ('privat'; konsertinspelningar; Blanco i Negro / 2003, Música Global)
- 1997 – [Metamorfosi[d]] ('metamorfos'; Blanco i Negro) – 42 000[28]
- 1998 – Directament ('direkt'; 2 CD; Blanco i Negro / 2003, Música Global)
- 2000 – De viaje (spanska: 'på resa'; Virgin) – 20 000 ex[4]
- 2001 – Cares (katalanska: 'ansikten'; Virgin)
- 2003 – El jardí del temps ('tidens trädgård'; Música Global)
- 2005 – 8 (Música Global) – 7 000 ex[29]
- 2007 – Oxigen ('syre'; Música Global) – 10 000 ex [30]
- 2010 – Dia 1 ('dag 1'; Música Global) – 8 000[31]
- 2013 – Batecs ('slag'; Música Global)
- 2016 – Zenit ('zenit'; Música Global)
- 2018 – Paraules que no s'esborren, imatges que no se'n van ('ord som inte raderas, bilder som inte går sin väg', Música Global)

### Videografi och samlingsalbum
Nedan listas CD- och DVD-inspelningar som samlar tidigare utgiven musik, antingen inspelad i studio eller vid konserter.
- 2003 – Gossos a l'Espai (konsertupptagningar på DVD + CD[32])
- 2008 – A l'Auditori 15 anys ('i Auditori 15 år'; konsert på DVD + CD; Música Global)* – 9 000 ex[33]

## Utmärkelser
- 2008 – "Årets album" (Premi Enderrock-läsarpriset)[34]